# Saïd Meghichi
Saïd Meghichi (en arabe : سعيد مغيشي) est un footballeur international algérien né le 5 février 1961 à Alger. Il évoluait au poste de milieu défensif.

## Biographie
Saïd Meghichi reçoit 14 sélections en équipe d'Algérie entre 1984 et 1986. Il joue son premier match en équipe nationale le 10 octobre 1984, contre la RD Allemagne (défaite 5-2). Il joue son dernier match le 11 décembre 1985, contre la Hongrie (défaite 1-3),,

## Palmarès
- Vice-champion d'Algérie en 1989 avec le MC Alger.
- Vainqueur de la Coupe d'Algérie en 1983 avec le MC Alger.